# 九鬼隆貞
九鬼 隆貞（くき たかさだ）は、江戸時代中期の大名。丹波国綾部藩5代藩主。官位は従五位下式部少輔。

## 略歴
4代藩主・九鬼隆寛の四男として誕生
長兄で嫡子だった隆恭が廃嫡されたため、宝暦2年（1752年）に世子となる。明和3年（1766年）、父の隠居により跡を継ぐ。安永9年（1780年）12月12日に死去した。享年52。
死去の際、隆貞には実子として三男隆郷がいたが、この実子は父が死んだ年に生まれたばかりだったため、跡を田沼意次の七男で婿養子の隆棋が継いだ。法号は雲外隆松高峯院。

## 系譜
- 父：九鬼隆寛（1700-1786）
- 母：不詳
- 正室：仲（?-1764） - 間部詮方の長女
- 継室：織田信右の娘
- 継々室：小笠原長庸の娘
- 生母不明の子女
  - 三男：九鬼隆郷（1780-1808） - 九鬼隆棋の養子
  - 女子：九鬼隆棋正室
  - 女子：斉藤三英正室
  - 女子：蕗 - 西坊千影（胤昌）前室
- 養子
  - 男子：九鬼隆晁（1762-1779） - 保科正富の三男
  - 男子：九鬼隆棋（1765-1787） - 田沼意次の七男